# Breakaway (canção de Kelly Clarkson)
"Breakaway" é uma canção da cantora norte-americana Kelly Clarkson, gravada para o seu segundo álbum de estúdio de mesmo nome. Foi composta por Matthew Gerrard, Bridget Benenate e Avril Lavigne, sendo que a produção esteve a cargo de John Shanks. A música foi originalmente escrita para vigorar no disco de estreia da canadiana Lavigne, contudo esta não a considerou adequada para constar no trabalho, acabando por entregar a Clarkson. O tema foi enviado para as rádios norte-americanas a 20 de Julho de 2004 através das editoras discográficas Walt Disney e Hollywood, devido à faixa constar na banda sonora oficial The Princess Diaries 2: Royal Engagement. Através da RCA Records, serviu como primeiro single do álbum ao ser disponibilizado a 14 de Setembro de 2004 na loja iTunes de vários países, como Brasil, França e Portugal.
A nível musical, a canção demonstra uma sonoridade pop rock e soft rock. A sua melodia é composta através dos vocais, juntando acordes de guitarra, bateria e teclado. Liricamente, o tema discute a história de alguém que cresceu numa cidade pequena e sonha em fugir dali, abrir asas e voar, mas sem esquecer as suas origens e daqueles de quem ama. A obra recebeu críticas positivas, em que alguns analistas consideraram o tema uma "balada poderosa contrasta num verso acústico típico com um refrão pop crescente, pontuado pela voz poderosa, mas controlada de Clarkson". Em termos de desempenho comercial, atingiu a sexta posição da Billboard Hot 100 dos Estados Unidos, sendo mais tarde certificada com disco de ouro pela Recording Industry Association of America (RIAA). A obra conseguiu atingir os vinte primeiros lugares de vários países, como a Alemanha, Austrália, Áustria, Canadá, Irlanda e Suíça.
O vídeo musical, dirigido por Dave Meyers, foi gravado em conformidade com o filme The Princess Diaries 2: Royal Engagement. Clarkson afirmou que quis balançar as cenas do teledisco entre o tema da canção e da película. A sua gravação decorreu no Reino Unido na casa de espectáculos Hammersmith Apollo, durante a digressão da cantora pelo continente europeu. O projeto foi disponibilizado através do canal MTV, e posteriormente colocado na iTunes Store de vários países a 14 de Abril de 2006. A faixa recebeu várias interpretações ao vivo como parte da sua divulgação, estando inclusive no alinhamento das digressões mundiais Breakaway World Tour, Addicted Tour, My December Tour, 2 Worlds 2 Voices Tour, All I Ever Wanted Tour e Stronger Tour, que passaram pelos continentes americanos, Ásia, Europa e Oceânia, e fazendo parte também da banda sonora da décima terceira temporada da série brasileira Malhação.

## Antecedentes e lançamento
"Como foi divulgado, não serviu muito bem para o álbum de Avril, por isso ficou para Kelly Clarkson. Tudo funcionou muito bem. Kelly soa bem ao cantá-la, e foi um grande sucesso para nós".

— Matthew Gerrard sobre o desempenho de "Breakaway".
A canção foi originalmente co-escrita em 2002 pela cantora canadiana Avril Lavigne para o seu álbum de estreia Let Go, mas mais tarde foi decidido que não era adequada para constar no trabalho. Lavigne enviou o tema para Clarkson gravar, a fim de vigorar na banda sonora do filme de 2004 The Princess Diaries 2: Royal Engagement. Além de Matthew Gerrard ter comentado o facto da rejeição e recepção da obra, Bridget Benenate, uma das co-compositoras explicou numa entrevista o facto de "ter adorado a experiência de trabalhar no registo" e falou sobre o seu processo de criação:
| “ | A Avril veio para escrever connosco. Falou-nos sobre a sua vida e coisas que eram importantes para ela - foi a inspiração para a música. Matthew começou a criar a melodia, e eu comecei a trabalhar na letra. Lembro-me de ficar na cama por três dias, escrevendo 25 versões. Adorei estar na cama a escrever letras, e ter o meu cão Jet e o meu gato Dash junto a mim. De qualquer forma, terminámos o processo de composição e depois completámos a demo. | ” |

Ao início, Kelly tinha referido que o primeiro single de Breakaway seria "Since U Been Gone", mas depois da recepção da presente música através do filme, a cantora decidiu torná-la como faixa de trabalho de avanço e intitular o próprio disco com o mesmo nome. O tema foi enviado para as rádios norte-americanas a 20 de Julho de 2004 através das editoras Walt Disney e Hollywood, que estiveram encarregues de toda a promoção para a película. Devido ao desempenho nas reproduções radiofónicas, a RCA Records decidiu editá-la a 14 de Setembro na iTunes Store em formato de descarga digital, acompanhada com uma versão ao vivo. Dois anos depois, no Reino Unido e Alemanha, foi lançado um CD single com a mesma constituição que a edição digital. Recebeu várias interpretações ao vivo como parte da sua divulgação, e inclusive esteve no alinhamento das digressões mundiais Breakaway World Tour, Addicted Tour, My December Tour, 2 Worlds 2 Voices Tour, All I Ever Wanted Tour e Stronger Tour, que passaram pelos continentes americanos, Ásia, Europa e Oceânia. O tema fez parte também da banda sonora da décima terceira temporada da soap opera brasileira Malhação.

## Estilo musical e letra
"Breakaway" é uma canção de tempo acelerado moderado que incorpora elementos de estilo pop rock e soft rock, produzida pelo norte-americano John Shanks. A sua gravação decorreu em 2004 no estúdio Henson Recording Studios na Califórnia. A sua composição foi construída com acordes de guitarra e vocais fortes. Consiste ainda no uso de bateria, baixo e teclado por Jeff Rothschild, o mesmo que tratou de toda a gravação do tema. Shari Sutclihe foi contratado como empreiteiro e coordenador de todo o projecto. A própria Kelly, em entrevista ao canal televisivo MTV, disse que a sua sonoridade "era um pouco mais rock que nos últimos trabalhos, mas com muito soul ainda". Charles Merwin da revista Stylus considerou que a presente obra e "Walk Away" "eram boas o suficiente para esquecer o desapontamento" por outras restantes no disco.
A letra foi escrita por Matthew Gerrard, Bridget Benenate e Avril Lavigne. De acordo com a partitura publicada pela Alfred Publishing Company, a música é definida no tempo de assinatura moderadamente acelerado com um metrónomo de 160 batidas por minuto. Composta na chave de dó maior com o alcance vocal que vai desde da nota baixa de sol, para a nota de alta de dó. Chuck Campbell da Boulder Daily Camera descreveu a canção como "outra enxurrada de uma quase desesperada, embora eficaz, mania rock/dance". Liricamente, o tema discute a história de alguém que cresceu numa cidade pequena e sonha em fugir dali, abrir asas e voar, mas sem esquecer as suas origens e daqueles de quem ama. Courtney Duffield da Yahoo! Music afirmou que ouvindo a melodia "não se pode deixar se pensar na separação de Clarkson de ex-empregada de bar para uma estrela de música internacional". "A canção puxa as cordas do coração, porque todos nós nos identificamos de como é difícil separar de algo e arriscar", escreveu Duffield.

## Recepção pela crítica
| Críticas profissionais | Críticas profissionais |
| Avaliações da crítica  | Avaliações da crítica  |
| Fonte                  | Avaliação              |
| ---------------------- | ---------------------- |
| Billboard              | (mista)                |

As críticas após o lançamento da faixa foram geralmente positivas. A revista norte-americana Billboard fez uma análise mista, afirmando que "Breakaway" "possui uma fraca perspectiva quando comparada com trabalhos anteriores ("A Moment Like This" e "Miss Independent")". "Soa mais como uma canção folclórica irlandesa apoiada por uma produção pop, como o material do tipo hino ao qual Clarkson foi conquistando legiões de fãs", afirmou um redator, concluindo que "não é um single para manter a coroa". Shirley Halperin da Rolling Stone, em crítica ao disco, revelou que "de alguma forma, este estilo funciona para Kelly: soa como Avril e depois Ashlee, especialmente no melhor momento, a faixa-título (que foi, dá para entender, escrita por Lavigne). Halperin concluiu que a artista "não estava pronta para possuir este novo som".
Dave Donnelly do sítio Sputnikmusic também escreveu sobre o tema, afirmando que "enquanto me apresso ao rotulá-la como uma "balada", contrasta num verso acústico típico com um refrão pop crescente, pontuado pela voz poderosa, mas controlada de Clarkson". Caroline Sullivan do jornal britânico The Guardian considerou que a música "expressa o desejo de romance de Clarkson para abrir as suas asas e aprender a voar". Rhonda Lynn do portal Florida Entertainment Scene realçou as "grandes guitarras acústicas", complementando que são "nítidas e claramente mantêm toda a estrutura da canção junta". Matt Richenthal da TV Fanatic reconheceu que "pode não ser musicalmente magistral, mas é o tipo de registo que cada cantor aspira a fazer, na medida em que foi bem sucedido comercialmente (5 milhões de cópias e contando), criticamente (um par de Grammys para Kelly), e que difícil é encontrar na música pop um projecto onde os fãs e críticos concordem".

## Vídeo musical

Clarkson na estreia do filme The Princess Diaries 2: Royal Engagement, que serviu para balançar com a história de infância da cantora no teledisco.

O vídeo musical, dirigido por Dave Meyers, foi filmado na casa de espectáculos Hammersmith Apollo em Londres durante dois dias, 10 e 11 de Julho de 2004, enquanto a cantora estava em digressão pela Europa. Sendo a música classificada como autobiográfica, Kelly decidiu interpretar a maior parte das letras, e ainda com a ajuda de uma actriz que protagonizou uma versão mais jovem da artista. Clarkson decidiu cruzar o tema do filme The Princess Diaries 2: Royal Engagement com a sua infância, transmitindo a mensagem que "queria abrir asas e voar, mas sem esquecer quem deixa para trás". Meyers explicou o conceito de balançar as duas vertentes no teledisco:
| “ | Desde que existe uma conexão com o filme, a ideia é tentar descobrir uma nova maneira de abordar a exigência filme-metragem requerida, então tivemos a ideia de ela [Clarkson] também participar na estreia, o que é muito do que vai fazer na vida real. E 'Princess Diaries' é uma espécie de paralelo [da história] de uma rapariga humilde que se depara com as riquezas. | ” |

A sua estreia ocorreu em Julho de 2004 através do canal MTV, contudo, ficou disponível na iTunes Store da Austrália, Estados Unidos e Portugal apenas dois anos depois a 14 de Abril de 2006, coincidindo com a edição do CD single no continente europeu.
A trama, com uma duração superior a três minutos, começa com a versão de 8 anos da cantora (protagonizada por Lindsey Krueger) a cantar no banco de trás de um carro enquanto observa uma tempestade Texas pela janela. Posteriormente, existe uma transição para a passadeira vermelha da estreia da película que apresenta a música, e Kelly é a estrela com vários fotógrafos ao seu redor. De seguida, enquanto a artista interpreta o refrão, uma rapariga está a orar ao seu lado. À medida que o teledisco continua, Clarkson voa num jacto particular após o final do evento, onde recorda o seu trabalho de infância numa sala de cinema. Durante o verso final, o vídeo justapõe a jovem Kelly a cantar no seu telhado enquanto observa o pôr do sol com a artista na sua faixa etária actual enquanto canta com a sua banda.

## Versão de Avril Lavigne
Originalmente gravada em 2000, e cogitada para fazer parte de seu álbum de estreia, Let Go (2002), Lavigne compôs a canção quando ainda tinha 14 anos. A primeira vez que o público escutou a versão de Lavigne da canção foi através de um vídeo postado no YouTube em 6 de Agosto de 2008. O vídeo em questão, onde é possível ouvir sua versão tocando ao fundo, foi gravado em 2001. Eventualmente, em 2014, a versão completa gravada por Lavigne vazou na internet. 15 anos após o lançamento oficial de Clarkson, Lavigne cantou a música ao vivo pela primeira vez em 17 de Setembro de 2019, em um show de sua turnê The Head Above Water Tour.  Em março de 2022, Lavigne comentou sobre a canção: "Ok, então eu escrevi essa canção, gravei para meu primeiro álbum. Eu não usei, foi enviada para Kelly, e ela arrasou. Ela fez um trabalho incrível".  "Eu escrevi essa canção quando eu ainda era muito jovem, eu estava saindo da minha cidadezinha, indo para a cidade grande e me arrisquei, dei um salto de fé na minha carreira – foi uma coisa muito assustadora", ela explicou, acrescentando, "A canção foi escrita sobre deixar meu mundo para trás e me arriscar".
Em junho de 2022, Lavigne regravou "Breakaway" e a incluiu na edição comemorativa de 20 anos de Let Go.

## Faixas e formatos
A versão digital de "Breakaway" contém duas faixas, a original com duração de três minutos e cinquenta e sete segundos, e uma gravação ao vivo com quatro minutos e dezessete segundos. Na Alemanha e Reino Unido, o tema também foi comercializado em versão CD single, possuindo as duas mesmas músicas que a edição digital do single.
| Descarga digital |                            |         |  |
| N.º              | Título                     | Duração |  |
| 1.               | "Breakaway"                | 3:57    |  |
| 2.               | "Breakaway" (Napster Live) | 4:17    |  |
| Duração total:   | Duração total:             | 8:31    |  |

| CD single      |                            |         |  |
| N.º            | Título                     | Duração |  |
| 1.             | "Breakaway"                | 3:57    |  |
| 2.             | "Breakaway" (Napster Live) | 4:17    |  |
| Duração total: | Duração total:             | 8:31    |  |

## Desempenho nas tabelas musicais
A obra estreou na posição 60 na Billboard Hot 100 na semana de 28 de Agosto de 2004, mas foi em Novembro que chegou à melhor, a sexta. Na tabela musical também compilada pela revista norte-americana, Adult Contemporary, a canção quebrou o recorde ao permanecer na liderança por vinte semanas consecutivas. A Recording Industry Association of America (RIAA) destacou a canção com disco de ouro pelo seu desempenho comercial no país. A Julho de 2012, "Breakaway" já tinha vendido mais de 1 milhão e 733 mil descargas digitais nos Estados Unidos. No Canadá, a música também atingiu a terceira posição e mais tarde, a Music Canada atribuiu certificação de ouro. No Brasil, chegou ao topo das faixas internacionais mais tocadas nas estações de rádio.
Na Austrália, a faixa conseguiu atingir a décima posição como melhor, e foi certificada com ouro pela Australian Recording Industry Association (ARIA) pelas 70 mil cópias distribuídas no país. Na Europa, o tema conseguiu atingir o sexto lugar na Bélgica, e entrar nas trinta primeiras posições de países como Hungria, Irlanda, Nova Zelândia, Reino Unido e Suíça.
| Tabela musical (2004-2006)                    | Melhor posição |
| --------------------------------------------- | -------------- |
| Alemanha - Media Control AG                   | 13             |
| Austrália - ARIA Charts                       | 10             |
| Áustria - Ö3 Austria Top 40                   | 10             |
| Bélgica - Ultratip (Flandres)                 | 6              |
| Brasil - Crowley Broadcast Analysis           | 1              |
| Canadá - Canadian Hot 100                     | 3              |
| Eslováquia - IFPI Slovenská Republika         | 15             |
| Estados Unidos - Billboard Hot 100            | 6              |
| Estados Unidos - Billboard Pop Songs          | 2              |
| Estados Unidos - Billboard Adult Contemporary | 1              |
| Estados Unidos - Billboard Adult Pop Songs    | 2              |
| Hungria - MAHASZ                              | 10             |
| Irlanda - IRMA                                | 12             |
| Nova Zelândia - RIANZ                         | 23             |
| Reino Unido - UK Singles Chart                | 22             |
| Chéquia - Czech Airplay Chart                 | 53             |
| Suécia - Sverigetopplistan                    | 39             |
| Suíça - Swiss Singles Chart                   | 14             |

| Tabela musical (2004)              | Posição |
| ---------------------------------- | ------- |
| Estados Unidos - Billboard Hot 100 | 74      |
| Tabela musical (2005)              | Posição |
| Austrália - ARIA Singles Chart     | 91      |
| Tabela musical (2006)              | Posição |
| Áustria - Ö3 Austria Top 75        | 63      |
| Hungria - MAHASZ                   | 56      |
| Suíça - Schweizer Hitparade        | 99      |

| Tabela musical (2000–2009)                    | Posição |
| --------------------------------------------- | ------- |
| Estados Unidos - Billboard Adult Contemporary | 24      |

| País           | Provedor     | Certificação |
| -------------- | ------------ | ------------ |
| Austrália      | ARIA         | Ouro         |
| Canadá         | Music Canada | Ouro         |
| Estados Unidos | RIAA         | Ouro         |

## Créditos
Todo o processo de elaboração da canção atribui os seguintes créditos pessoais:
| - Kelly Clarkson – vocalista principal; - Matthew Gerrard - composição; - Bridget Benenate - composição; - Avril Lavigne - composição; | - John Shanks - produção; - Jeff Rothschild - mistura, gravação, teclado, bateria, guitarra, baixo; - Shari Sutclihe - empreiteiro, coordenação de produção |

## Histórico de lançamento
"Breakaway" começou a ser reproduzida nas rádios norte-americanas a 20 de Julho de 2004. Digitalmente, foi disponibilizada na iTunes Store a 14 de Setembro em maior parte dos países, e passados dois anos, a Europa, nomeadamente Reino Unido e Alemanha, também receberam comercialização em CD single.
| País           | Data                   | Formato          | Editora(s) discográfica(s) |
| -------------- | ---------------------- | ---------------- | -------------------------- |
| Estados Unidos | 20 de Julho de 2004    | Rádio mainstream | Walt Disney, Hollywood     |
| Brasil         | 14 de Setembro de 2004 | Descarga digital | 19 Recordings, RCA Records |
| França         | 14 de Setembro de 2004 | Descarga digital | 19 Recordings, RCA Records |
| Itália         | 14 de Setembro de 2004 | Descarga digital | 19 Recordings, RCA Records |
| Países Baixos  | 14 de Setembro de 2004 | Descarga digital | 19 Recordings, RCA Records |
| Portugal       | 14 de Setembro de 2004 | Descarga digital | 19 Recordings, RCA Records |
| Reino Unido    | 26 de Junho de 2006    | CD single        | 19 Recordings, RCA Records |
| Alemanha       | 28 de Julho de 2006    | CD single        | 19 Recordings, RCA Records |